# Steppenweihe

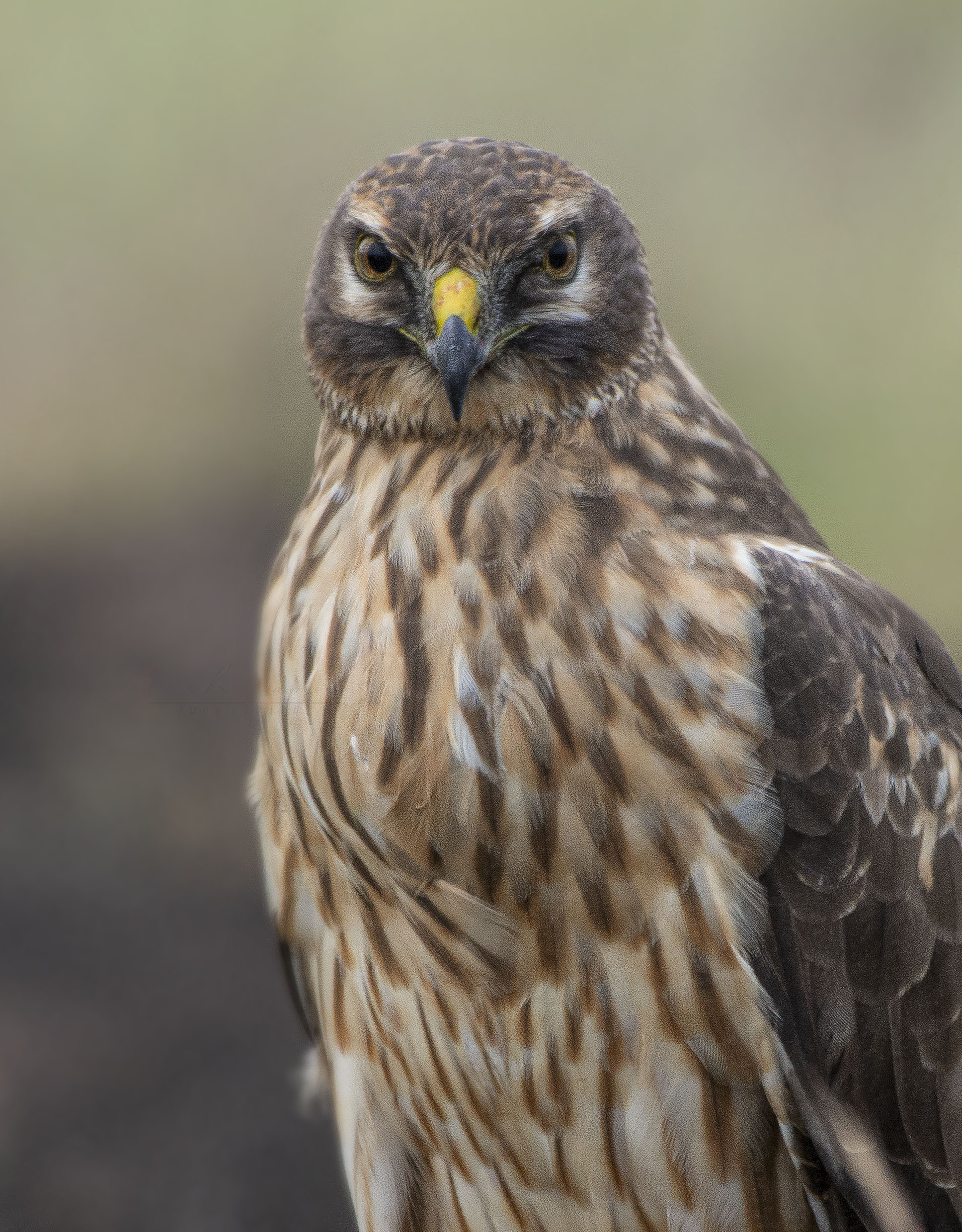
Weibliche Steppenweihe

Die Steppenweihe (Circus macrourus) gehört zur Gattung der Weihen aus der Familie der Habichtartigen. Ihr Verbreitungsgebiet reicht von Osteuropa nach Zentralasien, im Winter zieht sie ins Afrika südlich der Sahara, auf den indischen Subkontinent und nach Myanmar. In Deutschland ist sie wie auch im restlichen Mitteleuropa eine Ausnahmeerscheinung, die als Durchzügler oder gelegentlicher Wintergast auftritt.

## Aussehen
Steppenweihen werden etwa 40 bis 50 Zentimeter lang und erreichen eine Spannweite von etwa einem bis 1,2 Metern. Sie wiegen zwischen 250 und 550 Gramm.
Die schmale Gestalt ähnelt derjenigen der Wiesenweihe, wie diese verfügen Steppenweihen über vier sichtbare Finger, der Lauf ist jedoch deutlich länger als bei Wiesenweihen. Wie bei anderen Weihen zeigt sich bei Steppenweihen ein deutlicher Geschlechtsdimorphismus.
Adulte männliche Individuen sind insgesamt sehr helle Vögel; ihre Oberseite ist perlgrau, Kopf- und Nackenpartie können noch heller sein. Der Bürzel ist mittig hellgrau, seitlich weiß mit leicht gräulichen Querbinden. Die Oberschwanzdecken sind durch weiße und braungraue Querbinden gekennzeichnet und unterscheiden sich damit von den reinweißen Oberschwanzdecken adulter männlicher Kornweihen. Die Unterseite ist weiß, lediglich Kopf und Vorderbrust sind gräulich getönt. Hiervon setzen sich die schwarzen, keilförmigen Flügelspitzen scharf ab.
Adulte weibliche Individuen ähneln oberseits weiblichen Korn- und Wiesenweihen mit einer recht homogenen graubraunen Färbung. Die Tönung ist jedoch blasser, außerdem fehlt die bei Wiesenweihen vorhandene dunkle Binde auf den Armschwingen. Die Unterseite ist durch dunkel und hell gebänderte Armschwingen gekennzeichnet, wobei die hellen Bänder zum Rumpf hin dunkler werden. Die Handschwingen sind außen schwächer gebändert als innen. Die Armdecken sind dunkel, die Achselfedern können dunkel oder rotbräunlich sein.
Juvenile Steppenweihen sind juvenilen Wiesenweihen äußerst ähnlich, besitzen jedoch einen gelb-weißen Kragen, der zu den dunklen Boa-artigen Halsseiten kontrastiert. Der Hinterrand der Handflügel ist zudem relativ hell.

## Verbreitung und Wanderungen

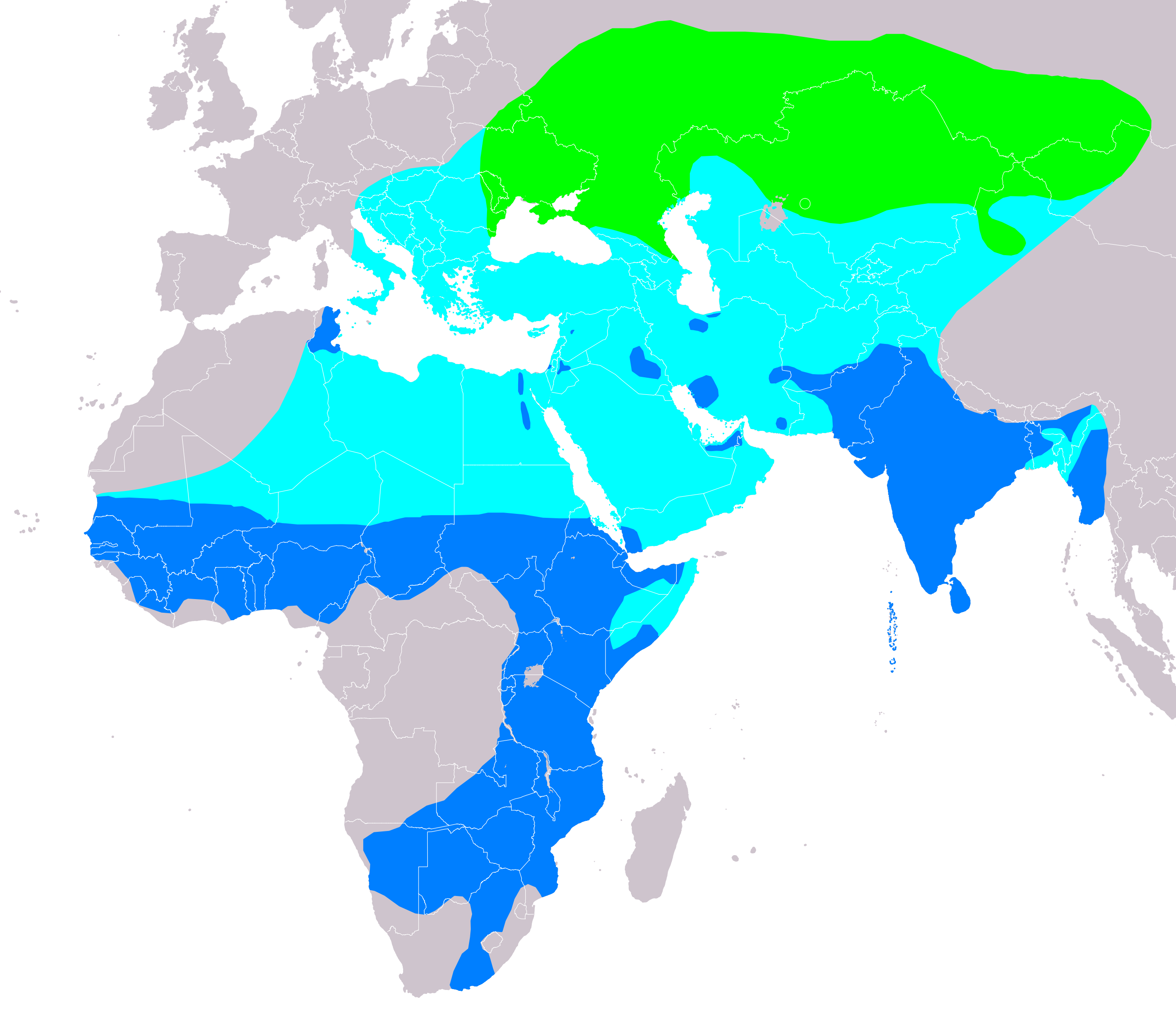
Verbreitungsgebiete der Steppenweihe:
Brutgebiete
Migration
Überwinterungsgebiete

Die Brutgebiete der Steppenweihe erstrecken sich von Bessarabien bis in die nordwestliche Mongolei und umfassen daneben die westliche Ukraine, das Gebiet des Don, große Teile Kasachstans und die Altai-Region. Eine kleinere Verbreitungsinsel gibt es nahe Moskau. Im Norden reichen die Brutgebiete etwa bis 56° N, im Süden bis etwa 43° N.
Zum Überwintern zieht die Steppenweihe als ausgeprägter Zugvogel nach Myanmar (Burma), Indien und ins Afrika südlich der Sahara. Einzelne Steppenweihen überwintern auch in Südeuropa und Winterbeobachtungen liegen auch aus Mitteleuropa vor. Die wichtigste Zugroute europäischer Brutvögel führt über den Osten des Mittelmeers und den Mittleren Osten. Steppenweihen ziehen ab September aus ihren Brutgebieten ab. Die größte Zahl an Durchziehern ist im östlichen Mittelmeerraum ab Mitte September bis Anfang Oktober zu beobachten. Ab März und Anfang April beginnt der Abzug aus den Überwinterungsquartieren.

## Lebensraum
Die Art lebt in grasbewachsenen Ebenen, trockenen Steppen, Halbwüsten, Sumpf- und Marschlandschaften, wo sie sehr kleinräumige Jagdreviere beansprucht. Die Steppenweihe brütet in Höhen von bis zu 1200 m, die Winterquartiere reichen im Himalaya bis auf 3000, in Afrika bis auf 4000 m.

## Ernährung
Steppenweihen jagen im Sommer vornehmlich Kleinsäuger wie Steppenlemminge, Ziesel, Feldhamster und Spitzmäuse. Einen weiteren Teil des Nahrungsspektrums bilden kleine Singvögel, etwa Lerchen (Alaudidae), Steinschmätzer (Oenanthe), Stelzen und Pieper (Anthus). Das größere Weibchen ist darüber hinaus in der Lage, auch ausgewachsene Entenvögel (Anatidae) oder Raufußhühner (Tetraoninae) zu schlagen. Vor allem in den Winterquartieren überwiegt der Anteil von Vögeln in der Nahrung. Gelegentlich frisst die Steppenweihe auch Eidechsen oder Insekten. Gejagt wird aus einem niedrigen Gaukelflug in immer gleichen Luftstraßen.

## Fortpflanzung

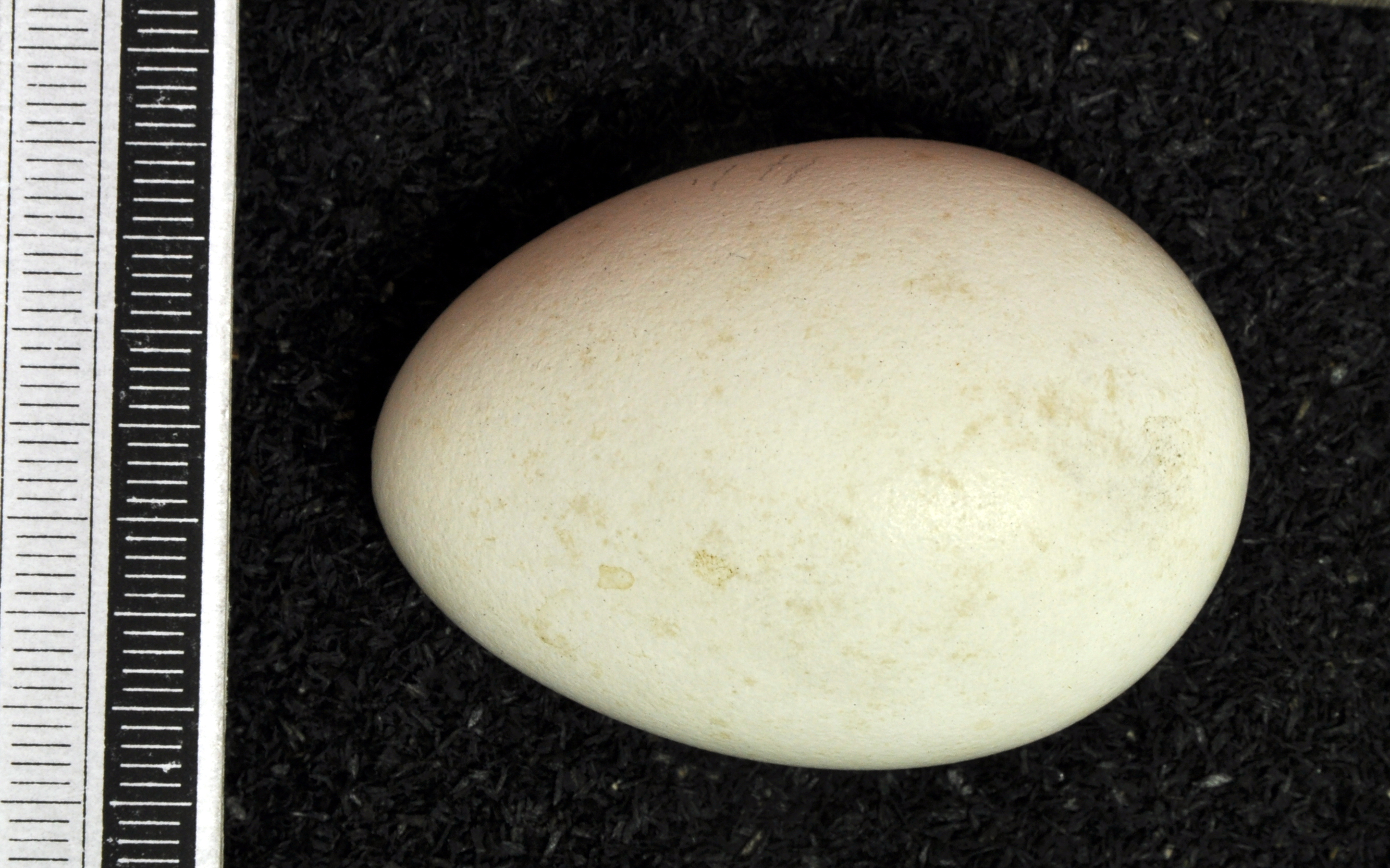
Ei, Sammlung Museum Wiesbaden

Die Steppenweihe erreicht ihre Geschlechtsreife im zweiten oder dritten Lebensjahr. Die Paarbildung beginnt schon im Winterquartier, der Paarzusammenhalt ist allerdings nur für eine Brutsaison stabil. Das Nest wird bevorzugt in hoher Vegetation errichtet. Deutlich seltener als Bodennester findet man Nester in niedrigen Sträuchern. Am Nestbau ist überwiegend das Weibchen beteiligt. Der Legebeginn ist ab Anfang Mai bis Juni. Das Gelege umfasst vier bis fünf Eier. Der Legeabstand beträgt zwei bis drei Tage. Die Brutdauer beträgt 29 bis 30 Tage, nur das Weibchen brütet. Die Nestlinge schlüpfen asynchron und werden zwischen sieben und zehn Tagen gehudert. Anfangs werden sie lediglich vom weiblichen Elternvogel gefüttert, der das Futter weitergibt, das das Männchen einträgt. Später wird von beiden Elternvögel Futter herangebracht. Die Nestlingszeit beträgt zwischen 35 und 45 Tage. Die Jungvögel verbleiben nach dem Ausfliegen noch weitere zwanzig Tage in der Nähe der Elternvögel.

## Bestand
Der Bestand der Steppenweihe ist im Verlauf des 20. Jahrhunderts dramatisch zurückgegangen. In vielen Regionen wie etwa den Balkanländern ist sie ganz verschwunden. In Europa ist sie nur noch in Russland ein zahlreicher Vogel.
Der europäische Gesamtbestand betrug zu Beginn des 21. Jahrhunderts 310 bis 1.200 Brutpaare. Dies entspricht etwa 25 bis 49 Prozent des Weltbestandes. Fast alle europäischen Brutpaare leben im europäischen Teil Russlands. Sehr kleine Bestände gibt es außerdem in Aserbaidschan mit maximal 20 Brutpaaren und in der Türkei mit fünf bis 25 Brutpaaren.

## Belege

### Einzelbelege
1. 1 2 3  James Ferguson-Lees, David A. Christie: Raptors of the World. Houghton Mifflin Harcourt, 2001, ISBN 0-618-12762-3, S. 488–491.
2. 1 2  Bauer et al., S. 315.
3. 1 2 3 4 5  Lars Svensson: Der Kosmos Vogelführer. 2., aktualisierte  Auflage. Kosmos Verlag, Stuttgart 2018, ISBN 978-3-440-15635-3, S. 104.
4. ↑  Urs N. Glutz von Blotzheim (Hrsg.): Handbuch der Vögel Mitteleuropas. 1. Auflage. Band 4. Falconiformes. Akademische Verlagsgesellschaft, Frankfurt am Main 1971, ISBN 3-400-00069-8, S. 374.
5. ↑  Urs N. Glutz von Blotzheim (Hrsg.): Handbuch der Vögel Mitteleuropas. 1. Auflage. Band 4. Falconiformes. Akademische Verlagsgesellschaft, Frankfurt am Main 1971, ISBN 3-400-00069-8, S. 373.
6. ↑  Urs N. Glutz von Blotzheim (Hrsg.): Handbuch der Vögel Mitteleuropas. 1. Auflage. Band 4. Falconiformes. Akademische Verlagsgesellschaft, Frankfurt am Main 1971, ISBN 3-400-00069-8, S. 372.
7. ↑  Urs N. Glutz von Blotzheim (Hrsg.): Handbuch der Vögel Mitteleuropas. 1. Auflage. Band 4. Falconiformes. Akademische Verlagsgesellschaft, Frankfurt am Main 1971, ISBN 3-400-00069-8, S. 370.
8. ↑  Urs N. Glutz von Blotzheim (Hrsg.): Handbuch der Vögel Mitteleuropas. 1. Auflage. Band 4. Falconiformes. Akademische Verlagsgesellschaft, Frankfurt am Main 1971, ISBN 3-400-00069-8, S. 371.
9. ↑  Bauer et al., S. 316